# Christmas Through Your Eyes
A Christmas Through Your Eyes  Gloria Estefan 1992-ben megjelent karácsonyi albuma, melyen a címadó dal kivételével ismert karácsonyi dalokat énekel.

## Dalok
- 1. Nyitány: Silver Bells (Livingston, Evans) 4:18
- 2. The Christmas Song (Chestnuts Roasting on an Open Fire)    (Torme, Wells) 4:13
- 3. Have Yourself a Merry Little Christmas (Martin, Blane) 5:13* 4. Let It Snow! Let It Snow! Let It Snow! (Cahn) 3:56
- 5. This Christmas (Hathaway, McKinnor) 4:41
- 6. I'll Be Home for Christmas (Ram) 3:30
- 7. White Christmas (Berlin) 4:13
- 8. Silent Night (Mohr, Gruber) 4:38
- 9. Christmas Through Your Eyes (G. Estefan, D. Warren) 5:01
- 10. Árbolito de Navidad (Barros) 3:56
- 11. Christmas Auld Lang Syne (Curtis, Military) 2:35